# Quireza
Quireza (oficialmente y en gallego: Santo Tomé de Quireza) es una parroquia del concello de Cerdedo-Cotobade, en la comarca de Tabeirós - Tierra de Montes, provincia de Pontevedra, Galicia, España.